# Jenny Dreher
Jenny Dreher (auch Jenny Haibel-Dreher; * 17. Mai 1901 in Schliersee; † 1981) war eine deutsche Schauspielerin, Volkssängerin und Musiktheaterregisseurin.

## Leben
Jenny Dreher war die Tochter des Schauspielers Konrad Dreher und dessen Ehefrau Eugenie, geb. Hahn. 1966 übernahm sie zusammen mit ihrem Ehemann Willy Haibel und Josef Peintner, Theaterreferent des Schlierseer Trachtenvereins, die Leitung des wiedereröffneten Schlierseer Bauerntheaters.

## Filmographie (Auswahl)
- 1950: Alles für die Firma
- 1952: Der eingebildete Kranke
- 1952: Heimatglocken
- 1954: Das sündige Dorf
- 1956: Die fröhliche Wallfahrt
- 1956: Der Meineidbauer
- 1961: Unternehmen Kummerkasten
- 1967: Das Kriminalmuseum
- 1968, 1969: Aktenzeichen XY … ungelöst
- 1973: Tatort: Tote brauchen keine Wohnung